# Drapeau de l'ordre de Saint-Jean de Jérusalem
Le drapeau des Hospitaliers de l'ordre de Saint-Jean de Jérusalem est « de gueules à la croix latine d'argent » (rouge à croix blanche) qui sera dit en vexillologie ou en héraldique : « de la Religion ».

## Histoire
En 1130, dans le même temps où Raymond du Puy, le supérieur de l'Ordre, écrit la règle de l'Ordre et la transmet à Rome, il propose l'adoption d'une bannière « de gueules à la croix latine d'argent » (rouge à croix blanche). Le pape approuve la règle à une date inconnue peut être 1130, par Innocent II mais de toutes façons avant juillet 1153, date de la mort de Eugène III.

### La bannière
En même temps que la règle, la bannière est aussi adoptée. L'ordre de Saint-Jean de Jérusalem serait alors la première entité à disposer officiellement d'une bannière, d'un gonfanon, d'un étendard ou d'une oriflamme, comme on voudra l’appeler, sauf à ce que l'étendard remis par le pape Alexandre II à Guillaume le Conquérant en 1066 pour la conquête normande de l'Angleterre, soit confirmé par des recherches modernes. Cet étendard, brodée sur la tapisserie de Bayeux, ne sera pas repris par Guillaume comme étendard de ses possessions en Angleterre.
La bannière hospitalière est approuvée par le pape Innocent II en 1130 ou au plus tard par Eugène III. C'est donc tout naturellement que les couleurs rouge et blanche soient devenues les couleurs des Hospitaliers en plus du noir de leur habit traditionnel.

### Le drap mortuaire
En 1181, dans l'article 6 des statuts votés par le chapitre général, Roger de Moulins décide que le cercueil des membres de l'Ordre serait recouvert d'un drap rouge à la croix blanche, décalqué de la bannière. C'est la première mention dans l'histoire d'un drap mortuaire.

### Le jupon d'armes
En 1259, le pape Alexandre IV décida le 11 août que les chevaliers pourraient porter le jupell rouge à croix blanche comme leur vexillum. Mais les statuts du 4 août 1278 de Nicolas Lorgne précisent sans ambiguïté aucune :
- article 5 : « tous les frères de l’Ospital d’armes, (fratres armorum) doient porter en fait d’armes le jupell vermeille avec la creis blanche ». Ce qui fait que le drapeau de l'Ordre se retrouve porté au combat par tous les Hospitaliers comme signe distinctif.

## Pavillon naval

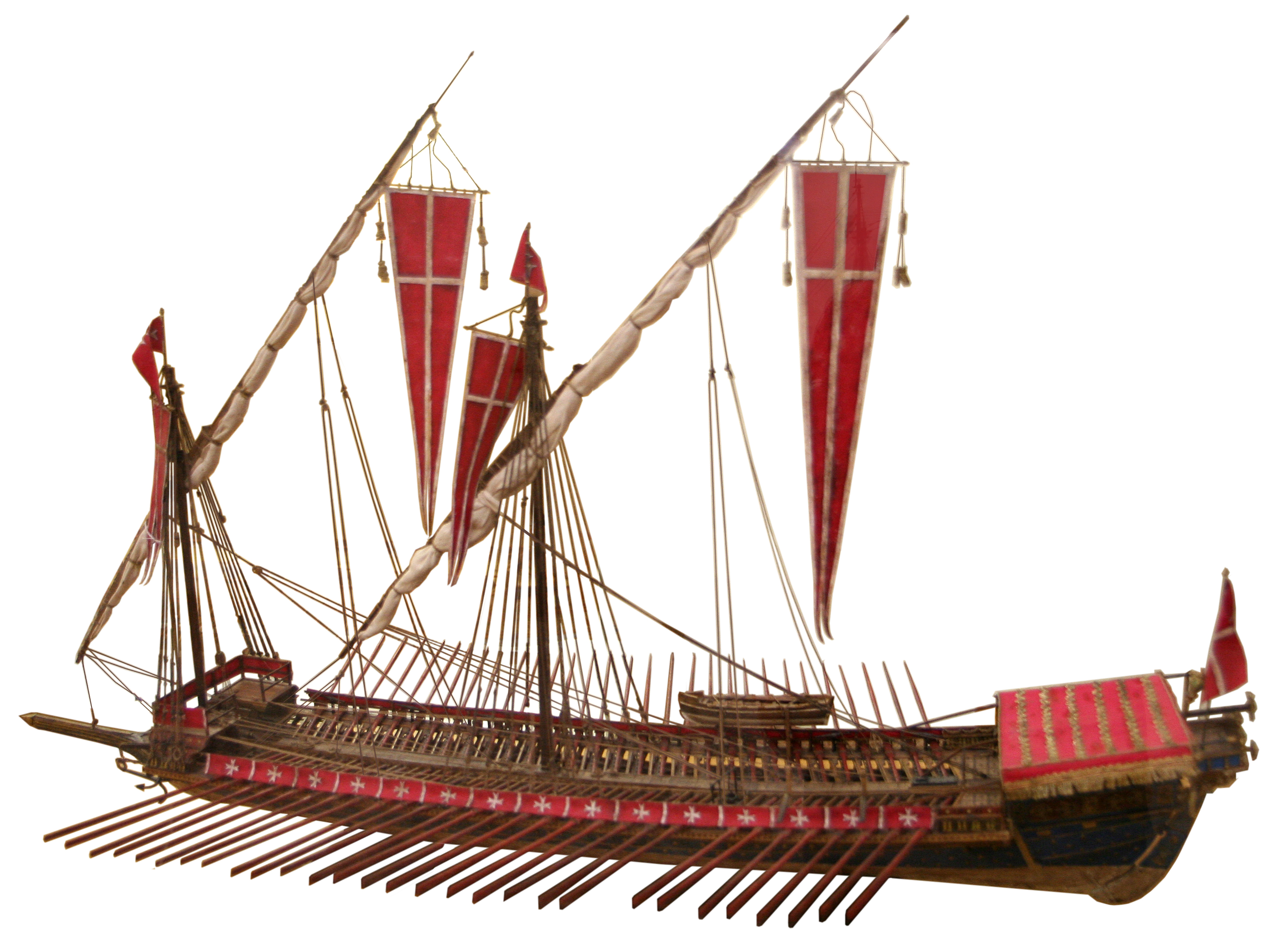
Bateau de l'ordre de Saint-Jean de Jérusalem

L'ordre de Saint-Jean de Jérusalem devient une puissance navale quand elle s'installe à Rhodes. En Terre sainte, l'Ordre armait quelques bâtiments qui permettaient aux membres de l'Ordre de se déplacer et de convoyer des pèlerins. Un certain nombre de ceux-ci se retrouvent à Chypre ayant ramené les réfugiés et les frères de Palestine et d'autres amené d'Europe les participants au chapitre général. Le pape Clément V autorise en 1306 le nouveau grand maître Foulques de Villaret (1305–1319) à armer une flotte sans l'autorisation de Henri II roi de Chypre. L'Ordre dispose alors de deux galères, une fuste, un galion et deux dromons.
Tous ces bâtiments arboraient dans leurs matures un pavillon naval qui était dérivés du drapeau de l'Ordre. Il représentait toujours la croix latine d'argent sur un fond de gueule mais il s'est allongée pour prendre la forme d'un triangle isocèle.

## De gueules à la croix latine d'argent
Au Moyen Âge, le labarum est devenu un emblème christique. Il représente dans les mosaïques, les vitraux d'églises, la peinture mais aussi dans la sculpture, le Christ ressuscité. Au Moyen Âge, le rouge est la couleur qui exprime l'amour victorieux sur les représentations du Christ ressuscité. Le rouge est aussi la couleur de l'habit des cardinaux, qui signifiait que l'on était prêt à se sacrifier pour l’Église. L'étendard de la résurrection est blanc à croix rouge ou rouge à croix blanche. Il est a noter que c'est le culte des instruments de la passion du Christ qui fit que ce labarum ou étendard de la Résurrection est souvent représenté avec une flamme de différente couleur, soit blanc, soit blanc à croix rouge ou verte, soit rouge à croix blanche ou encore avec une représentation de l'agneau pascal ou encore un chrisme. Il arrive aussi que le Christ soit remplacé par l'agneau tenant cet étendard comme représenté sur les sceaux ou les pièces de l'ordre de Saint-Jean de Jérusalem, en fait comme meuble héraldique.

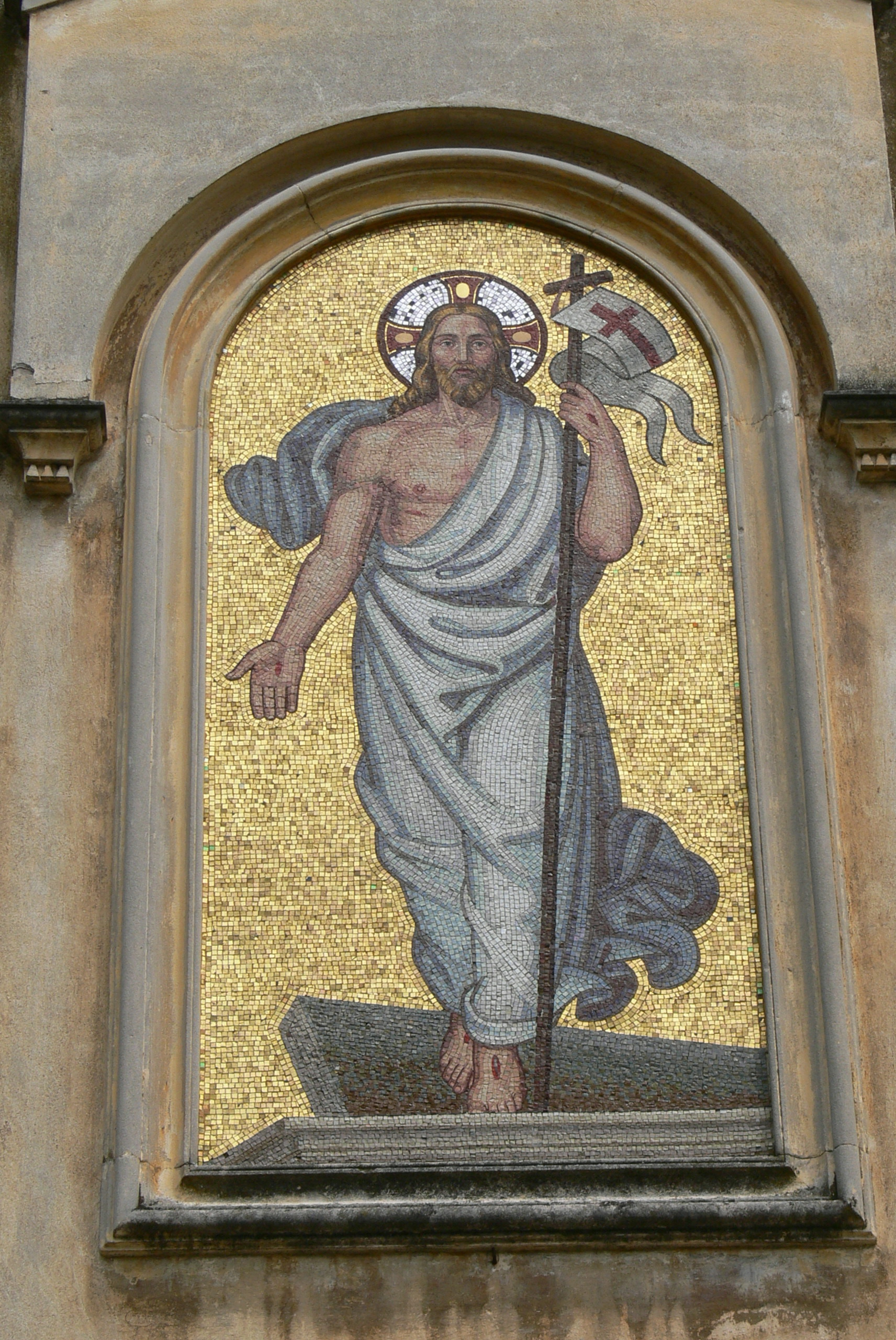
Mosaïque moderne de la résurrection du Christ reprenant tous les principaux symboles chrétiens.
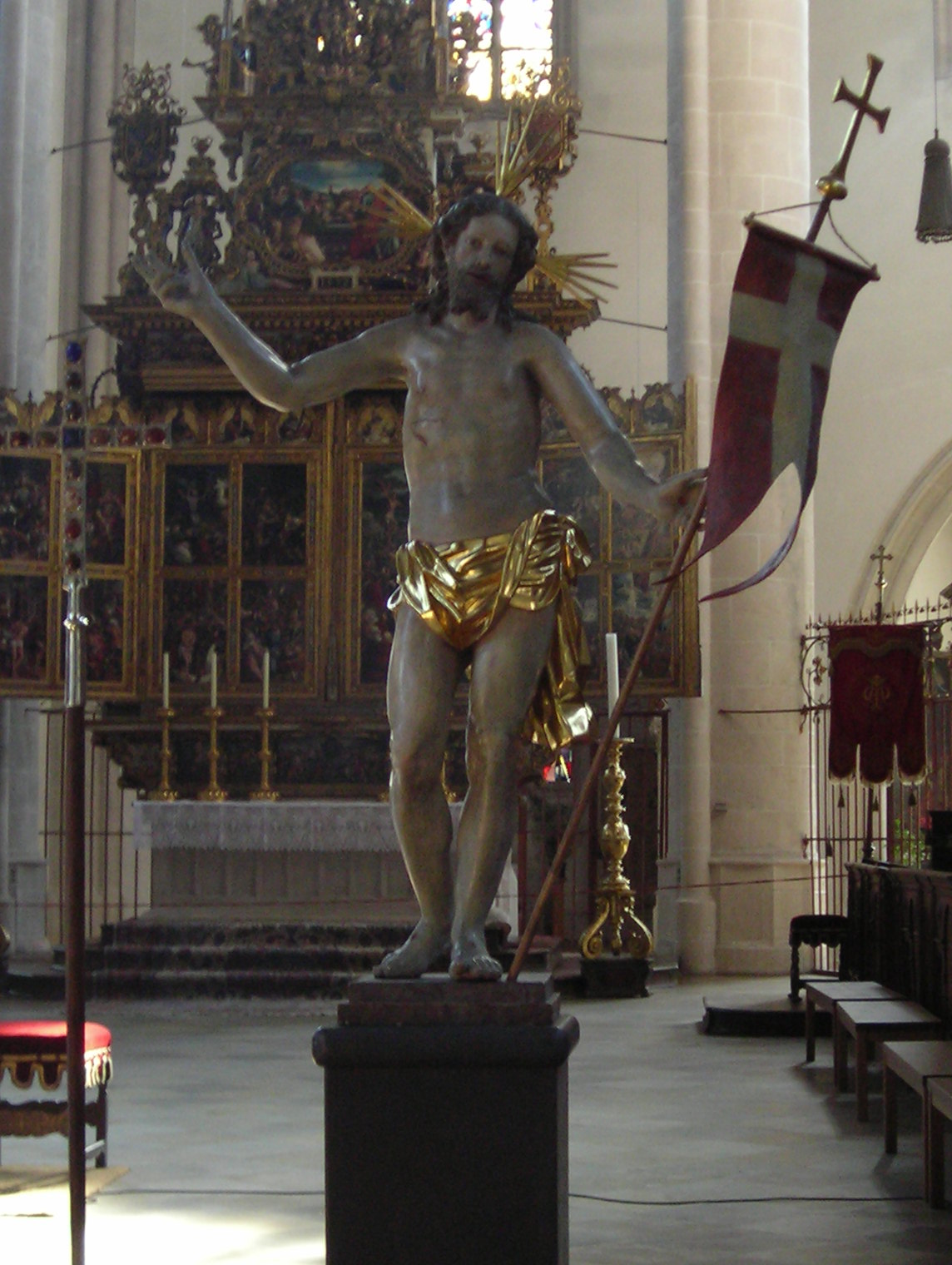
Statue de Jésus tenant l'étendard qui indique sa résurrection suivant le symbolisme chrétien.
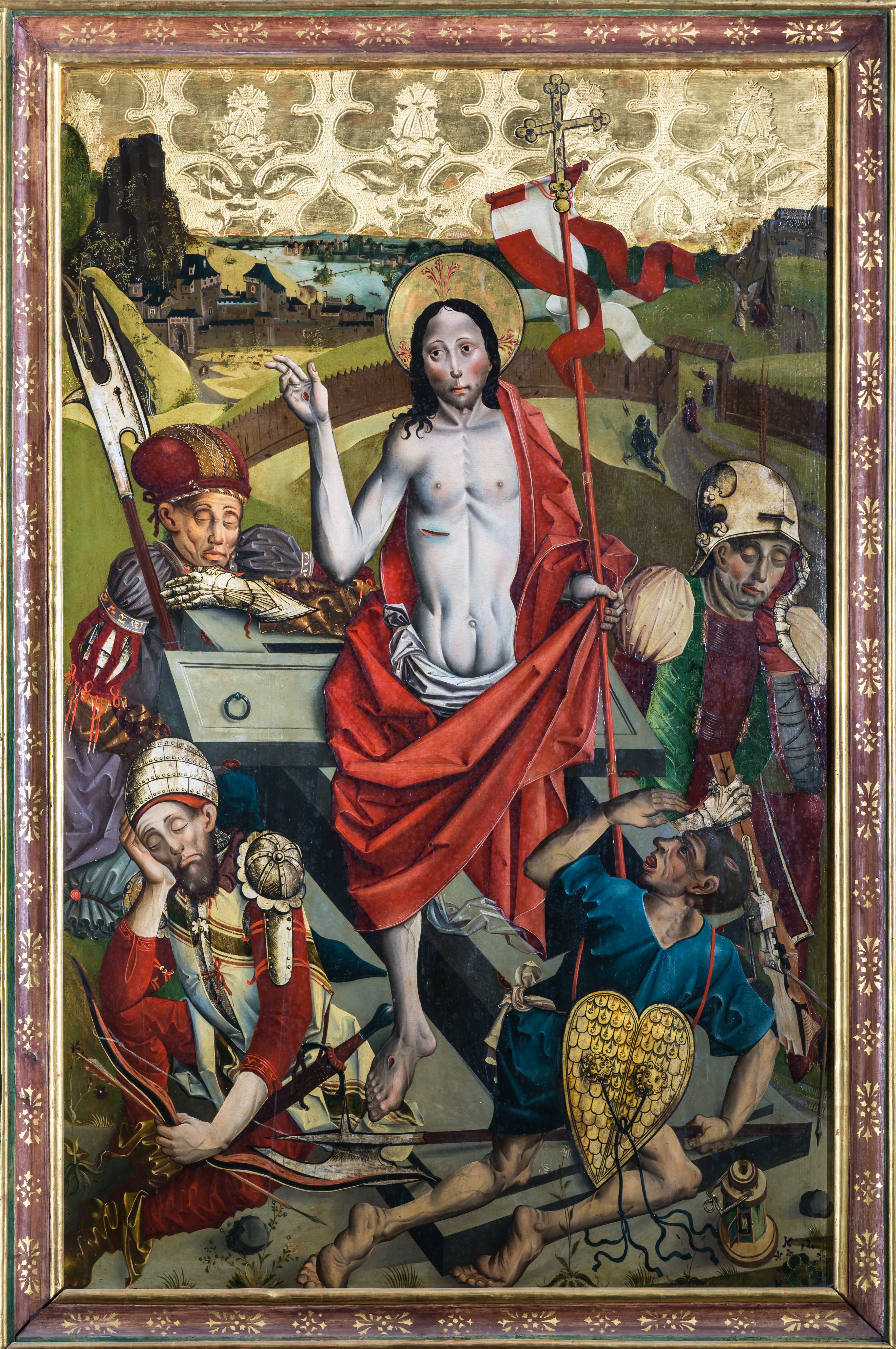
Peinture du Christ présentant la résurrection avec tous les symboles : étendard, tombeau, gardiens endormis ...
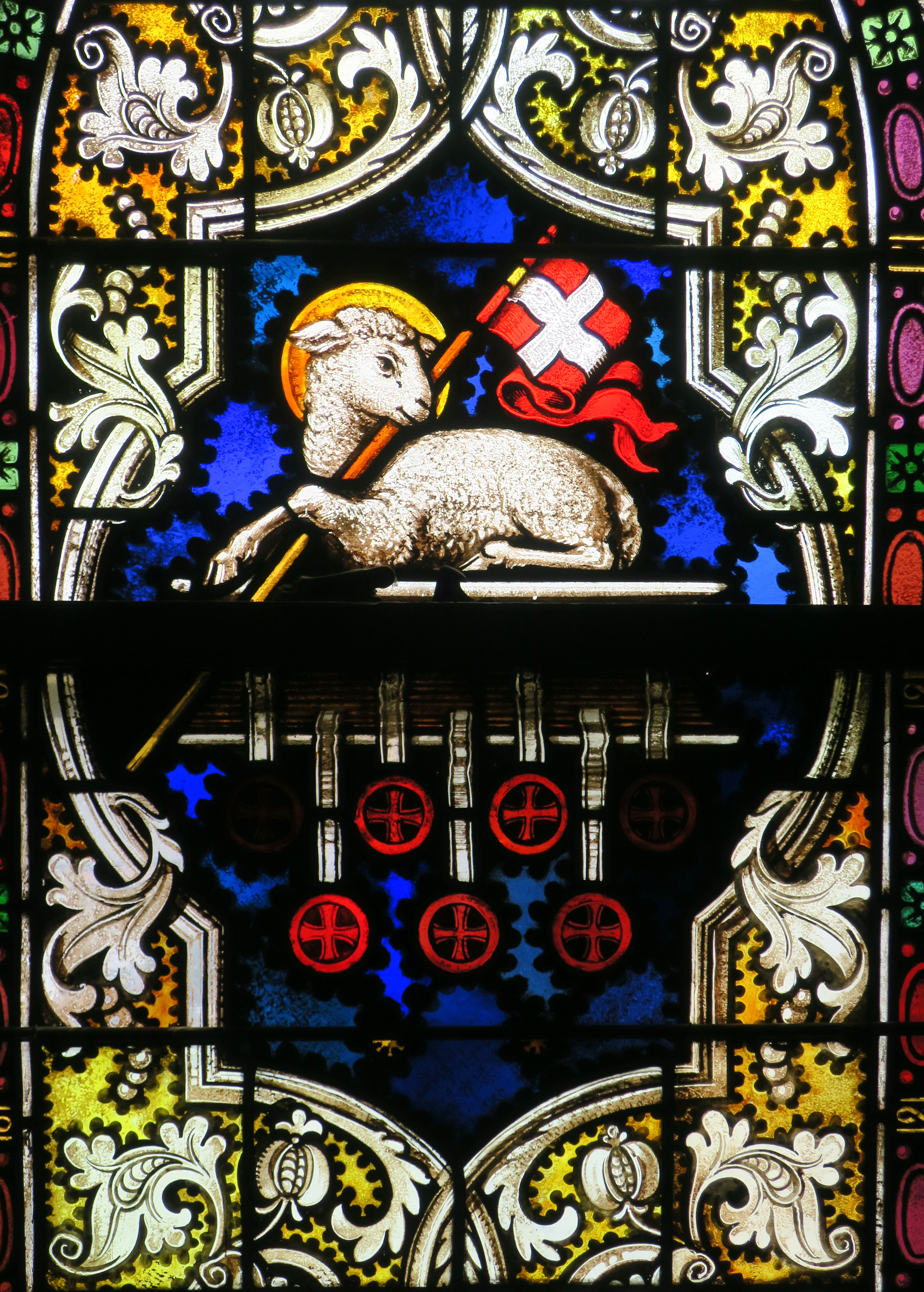
Vitrail du symbole à l'Agnus Dei avec la bannière de gueule à la croix d'argent
Agneau pascal d'argent, la croix d'or et la bannière de gueules à la croix d'argent comme meuble héraldique.

### Drapeaux du Danemark, de Savoie et de Suisse
Il existe deux autres drapeaux de gueules à la croix latine d'argent identique à celui de l'ordre de Saint-Jean de Jérusalem : le drapeau du Danemark et le drapeau de la Savoie. Suivant l'héraldiste français Hervé Pinoteau ces deux drapeaux trouvent leur origine dans « la bannière de l'Empire telle qu'on la découvre aux obsèques de l'empereur des Romains, roi de Bohème, Charles IV en 1378 », le Danemark et la Savoie sont deux marches de l'Empire tout comme la Suisse à cette époque. L'étendard de la Résurrection est plus surement à rechercher pour la création de cette bannière.
Pour le drapeau danois, le roi Valdemar Sejr (Valdemar le Victorieux), au début du XIIIe siècle, mena son armée dans une croisade dans l'Estonie actuelle. Lors d'une bataille le 15 juin 1219, les Danois étaient sur la défensive quand subitement une bannière rouge avec une croix blanche tombe du ciel. La chance change alors de camp, l'armée danoise gagne et le Danemark obtient son drapeau, Dannebrog. Bien que la croisade du roi Valdemar ait bien eu lieu, l'histoire de la chute du drapeau n'a évidemment aucun fondement avec la réalité, les historiens datent du XVIe siècle cette légende. L'adoption du drapeau danois date réellement de 1625. Il trouve plus son origine dans la bannière de Charles IV en 1378.
Quant au drapeau savoyard, la légende le ferait remonter au comte Amédée V qui l'adopte au XIVe siècle après une victoire, en 1315, où il serait venu en aide à l'ordre de Saint-Jean de Jérusalem contre les Ottomans à Rhodes qui en remerciement lui léguèrent le droit de porter leur couleur. Or Amédée V n'a jamais pris la croix, à cette date, il accompagnait l’Empereur Henri VII à Rome. C'est une invention de Jean Cabaret d'Orville. Celui des comtes de Savoie qui parti en croisade en 1147 est Amédée III. Mais celui-ci ne s'est pas montré à son avantage en Palestine puisqu'il mit en péril les troupes de Louis VII, et le roi lui-même. Il va mourir à Nicosie le 30 août 1148. Il faut donc chercher ailleurs l'explication du drapeau savoyard. Il y a plus de chance qu'il trouve son origine dans la bannière de Charles IV en 1378.
Pour le drapeau suisse (carré, de gueule à la croix latine d'argent, verticale et alézée) malgré une enquête du Conseil fédéral en 1889, nous ne savons pas l'origine du drapeau suisse. Trois théories s'affrontent : la théorie de la légion thébaine ne résiste pas à une étude sérieuse ; la théorie du culte  des instruments de la passion du Christ a un fond de vérité (voir ci-dessus) ; et enfin, la théorie que son origine remonte au XIIe siècle et qu'elle figurait comme bannière impériale du Saint-Empire est tout aussi possible,. En effet, le territoire de la Suisse actuelle faisait bien partie du Saint-Empire romain germanique en 1378 lors du décès de Charles IV. La fixation du drapeau suisse date de 1848. Il trouve plus son origine dans la bannière de Charles IV en 1378. 

## Sources
- Jehan d'Orieville, dit Cabaret (traduction de Daniel Chaubet), La Chronique de Savoye, La Fontaine de Siloé, coll. « Les Savoisiennes », 1995, 297 p. (ISBN 978-2-908697-95-7, lire en ligne)
- Alain Demurger, Les Hospitaliers, de Jérusalem à Rhodes, 1050-1317, Tallandier, 2013, 574 p.  (ISBN 979-10-210-0060-5)
- Étienne Dupont, « Les donations anglaises par Guillaume le Conquérant aux Églises et abbayes de France » in Revue d'histoire de l'Église de France, tome 2, no 10, 1911. p. 457–464
- Bertrand Galimard Flavigny, Histoire de l’ordre de Malte, Paris, Perrin, 2006  (ISBN 2-262-02115-5)
- Guillaume de Poitiers (1073/74) Gesta Guillelmi ducis Normannorum et regis Anglorum (Exploits de Guillaume, duc de Normandie et roi d'Angleterre)
- Michel Cazenave, Encyclopédie des Symboles, Paris, France Loisirs, 1996  (ISBN 2-7441-0556-2)
- Guy Marchal, « De la Passion du Christ à la Croix suisse », Itinera, vol. 9 « Histoire et belles histoires de la Suisse. Guillaume Tell, Nicolas de Flüe et les autres, des chroniques au cinéma. Actes du colloque tenu les 6 et 7 mai 1988 à l’Université de Lausanne »,‎ 1989, p. 108-131.